# 122 (locomotive)
Pour les articles homonymes, voir 122 (homonymie).

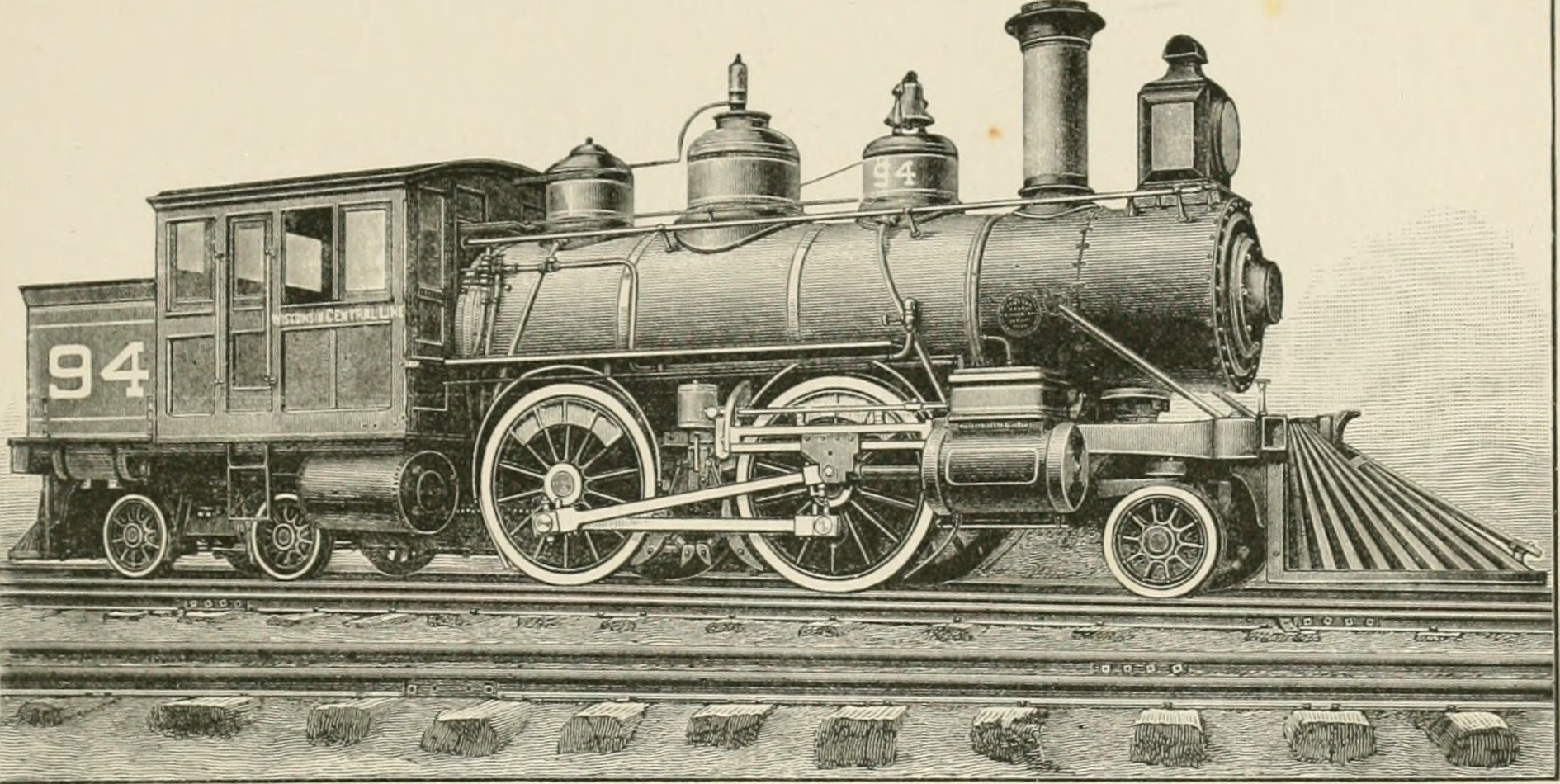
Locomotive Hudson, exemple de modèle de locomotive 122 du constructeur américain Baldwin Locomotive Works, 1889.

122 en Europe est un type de locomotive à vapeur dont les essieux ont la configuration suivante (de l'avant vers l'arrière) :
- 1 essieu porteur
- 2 essieux moteur
- 2 essieux porteur

## Codifications
Ce qui s'écrit :
- 2-4-4 en codification Whyte.
- 122 en codification d'Europe.
- 1B2 en codification allemande et italienne.
- 25 en codification turque.
- 2/5 en codification suisse.

## Utilisation
Réseau de l'ALT5 AL 6601 à 6637 de 1903 à 1911, futures : 1-122 TA entre 602 et 637